# 関根黙庵
関根 黙庵（せきね もくあん、1863年（文久3年）- 1923年（大正12年）11月27日）は、日本の演劇・演芸評論家、考証家。

## 来歴・人物
江戸出身。本名は金四郎。関根只誠の次男、関根正直の弟。江戸軟文学、歌舞伎などに詳しく、森田思軒らと観劇の合評をはじめる一方、劇場経営にも参加した。1923年の関東大震災で家が倒壊し、屋外で寝ているうちに病気になって死去した。墓所は染井霊園。ペンネームは只好、劇童子。

## 編著書
- 『江戸花街沿革誌』関根金四郎 編. 六合館弦巻書店, 1894
- 『浮世画人伝』編. 修学堂, 1899
- 『本朝浮世画人伝』修学堂, 1899
- 『本朝浮世絵名家詳伝』関根金四郎 著. 萩原新陽館, 1900
- 『演劇大全』内外出版協会, 1906
- 『芸苑講談』いろは書房, 1914
- 『新選長唄全集』小谷青楓共編. いろは書房,(邦楽全書  1915
- 『明治劇壇五十年史』玄文社, 1918
- 『歌舞伎劇と其俳優』国史講習会, 1922
- 『絵入黄表紙名作集』編. 平安堂書店, 1922
- 『講談落語今昔譚』雄山閣, 1924
- 『講談落語考』雄山閣, 1960
- 『江戸の落語』編. 古賀書店, 1967

### 復刊
- 『演劇大全』 (歌舞伎資料選書 国立劇場芸能調査室 編. 国立劇場, 1985.3
- 『芸苑講談・歌舞伎劇と其俳優』 (近世文芸研究叢書 クレス出版, 1996.12
- 『三遊亭圓朝子の傳 江戸の落語 講談落語今昔譚』朗月散史 編, クレス出版,(近世文芸研究叢書  1998.1
- 『講談落語今昔譚』山本進 校注. 平凡社東洋文庫 1999.4